# Mikroregion Ždánicko
Mikroregion Ždánicko je dobrovolný svazek obcí v okresu Hodonín, jeho sídlem jsou Ždánice a jeho cílem je sociologicko-ekonomický rozvoj svazku obcí, koordinace, příprava a realizace hospodářského, kulturního rozvoje mikroregionu. Sdružuje celkem 9 obcí a byl založen v roce 2002.

## Obce sdružené v mikroregionu
- Archlebov
- Dambořice
- Dražůvky
- Lovčice
- Násedlovice
- Uhřice
- Žarošice
- Ždánice
- Želetice